# Chapelle Saint-Jean de Marne-Yeuse
La chapelle Saint-Jean de Marne-Yeuse est une des cinq églises paroissiales de Royan, dans le département de la Charente-Maritime et le diocèse de La Rochelle et Saintes. 
Servant de lieu de culte aux habitants du quartier de Marne-Yeuse, elle accueille une messe chaque deuxième samedi du mois, en alternance avec Saint-Pierre de Médis. Elle relève du secteur pastoral Saint-Hilaire en Pays Royannais, qui regroupe une dizaine de paroisses des environs de Royan.

## Histoire
Ce modeste édifice est construit en 1959 sur les hauteurs dominant le marais de Pousseau, afin de desservir le quartier dit de « La côte 304 », constitué de cités provisoires construites dans les années d'immédiat après guerre afin de reloger les sinistrés des bombardements de 1945 : la cité noire, la cité blanche et la cité grise. Il doit son existence à Mr Guionneau Georges, qui bénéficie du soutien actif du père Laurent, curé de l'église Notre-Dame-de-l'Assomption du Parc, ainsi que de celui de nombreux habitants. Lieu de culte, c'est aussi un lieu de réunion pour les habitants du quartier, en particulier les jeunes. Une petite salle située derrière l'autel accueille en outre un groupe de catéchisme actif. Au début des années 1970, la chapelle est une succursale de l'église du Parc, qui accueille deux messes par mois, célébrées par le père Loret. 
Dès 1971, la messe est dite de façon hebdomadaire par le père Ficot, curé de Meschers-sur-Gironde. La chapelle connaît alors son « heure de gloire » et est fréquentée par une communauté relativement nombreuse et surtout active. Ainsi, en 1975, à la suite d'une donation, un groupe de bénévoles entame des travaux d'embellissement de la chapelle (construction de l'auvent, ajout de décorations et d'un chemin de croix). Un habitant offre des ventilateurs afin de limiter les nuisances pendant les chaleurs estivales, et le père Bertrand installe un système de chauffage moderne et un synthétiseur. Au cours des années 1980 et 1990, le quartier souffre du phénomène de déchristianisation qui touche une grande partie du pays. La fréquentation des messes baisse continuellement, tandis que la pénurie de prêtres se fait sentir. Le groupe de catéchisme est dissous. La paroisse Saint-Jean s'associe à celle de Médis à la fin des années 1990, les messes étant célébrées en alternance. On compte encore deux messes par mois au début des années 2000, et une seule actuellement, le deuxième samedi de chaque mois.
La chapelle se dresse au pied de plusieurs immeubles de logements sociaux édifiés dans les années 1970, alors que le quartier était en plein développement. D'une grande sobriété, elle forme un petit rectangle de béton. La nef, couverte de lambris, est éclairée par une série de baies en plein cintre groupées par deux. Le mur du chevet, aveugle, est couvert d'une tenture. Derrière le maître-autel, une petite porte donne accès à une salle servant de sacristie. La façade est composée d'un auvent et est surmontée d'un petit campanile accueillant une unique cloche.